# Visconde de Sena Fernandes
Visconde de Sena Fernandes é um título nobiliárquico criado por D. Carlos I de Portugal, por Decreto de 17 de Abril de 1890, em favor de Bernardino de Sena Fernandes, antes 1.° Barão de Sena Fernandes e depois 1.° Conde de Sena Fernandes.
Titulares
1. Bernardino de Sena Fernandes, 1.° Barão, 1.° Visconde e 1.° Conde de Sena Fernandes.